# Martin Havik
Martin Havik (ur. 15 grudnia 1955 w De Koog) – holenderski kolarz torowy i szosowy, dwukrotny medalista torowych mistrzostw świata.

## Kariera
Największe sukcesy w karierze Martin Havik osiągnął w 1983 roku, kiedy zdobył dwa brązowe medale podczas mistrzostw świata w Zurychu. Pierwsze zajął trzecie miejsce w wyścigu ze startu zatrzymanego zawodowców, w którym wyprzedzili go tylko Włoch Bruno Vicino oraz rodak Havika - René Kos. Trzeci był również w derny, gdzie uległ jedynie Gertowi Frankowi z Danii i ponownie René Kosowi. Havik startował także w wyścigach szosowych, wygrywając  między innymi: Omloop van de Braakman w 1977 roku, Profronde van Pijnacker w 1978 roku oraz wyścig Nijlen-Kessel w 1979 roku. W 1981 roku zajął trzecie miejsce w klasyfikacji generalnej Vuelta a Andalucía. Nigdy nie wystartował na igrzyskach olimpijskich.